# Centroclisis distincta
Centroclisis distincta är en insektsart som först beskrevs av Jules Pièrre Rambur 1842.  Centroclisis distincta ingår i släktet Centroclisis och familjen myrlejonsländor. Inga underarter finns listade i Catalogue of Life.